# Otrocz
Otrocz (prononciation : [ˈɔtrɔt͡ʂ]) est un village polonais de la gmina de Chrzanów dans le powiat de Janów Lubelski de la voïvodie de Lublin dans l'est de la Pologne.
Il se situe à environ 16 kilomètres au nord-est de Janów Lubelski (siège du powiat) et 48 kilomètres au sud de Lublin (capitale de la voïvodie).

## Histoire
De 1975 à 1998, le village est attaché administrativement à la voïvodie de Tarnobrzeg.

Depuis 1999, il fait partie de la voïvodie de Lublin.

## Personnalités liées
- Ivan Vrona (1887-1970), né à Otrocz, artiste peintre, critique d'art et recteur de l'Institut d'art de Kiev[3].